# UTC+07:00

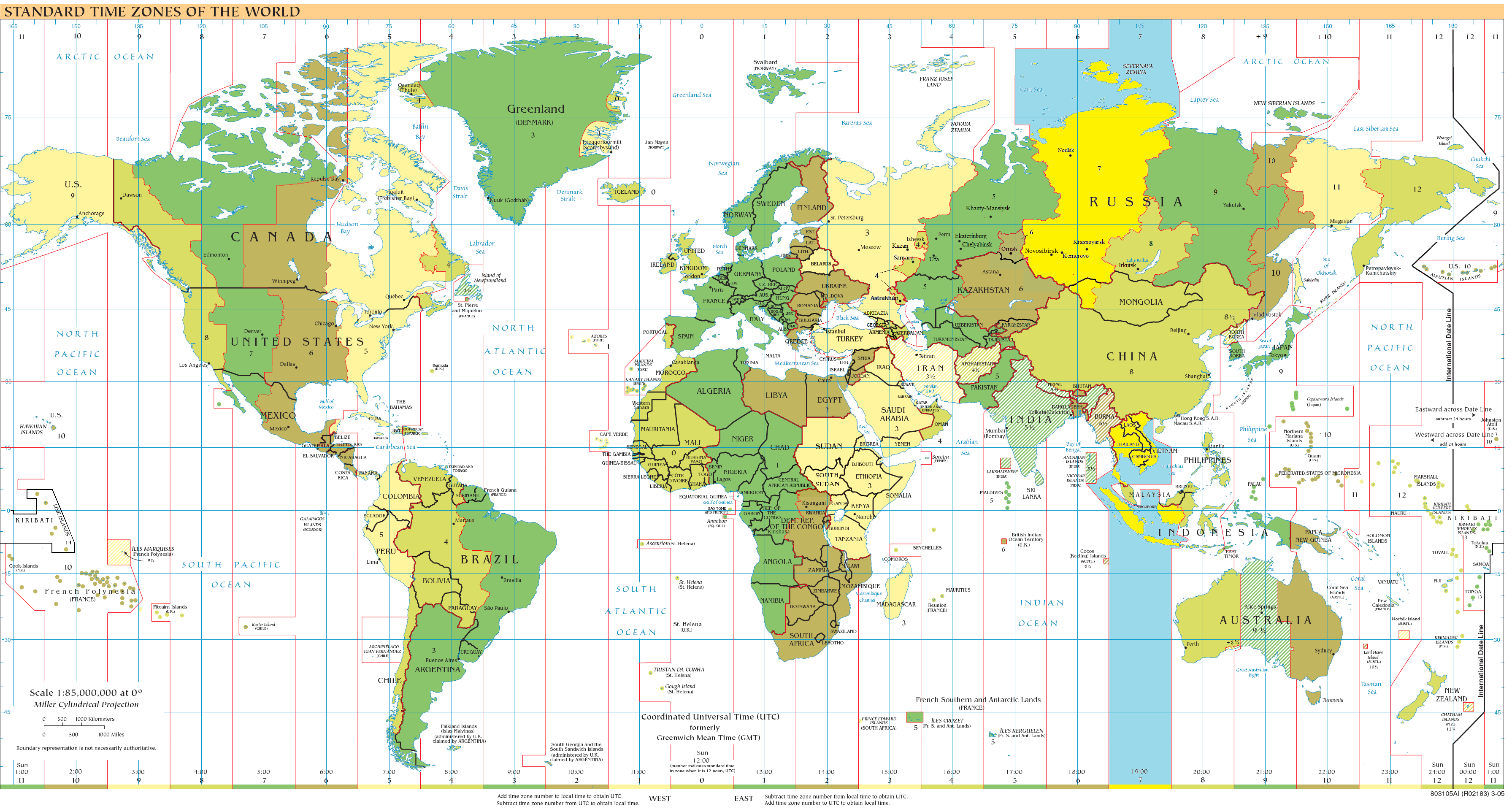
UTC+07:00 2010

UTC+07:00 (G – Golf) – strefa czasowa, odpowiadająca czasowi słonecznemu południka 105°E.
W strefie znajdują się m.in. Bangkok, Dżakarta, Hanoi, Ho Chi Minh, Krasnojarsk i Phnom Penh.

## Strefa całoroczna
Australia i Oceania:
- Wyspa Bożego Narodzenia

Azja:
- Indonezja (Borneo Zachodnie, Borneo Środkowe, Jawa i Sumatra)
- Kambodża
- Laos
- Mongolia (ajmak bajanolgijski, kobdoski i uwski)
- Rosja (Kraj Krasnojarski, obwód kemerowski, Chakasja i Tuwa)
- Tajlandia
- Wietnam